# Йосикава
Йосикава (яп. 吉川市 Ёсикава-си) — город в Японии, находящийся в префектуре Сайтама. Площадь города составляет 31,62 км², население — 68 290 человек (1 августа 2014), плотность населения — 2159,71 чел./км².

## Географическое положение
Город расположен на острове Хонсю в префектуре Сайтама региона Канто. С ним граничат города Косигая, Сока, Мисато, Нагареяма, Нода и посёлок Мацубуси.

## Население
Население города составляет 68 290 человек (1 августа 2014), а плотность — 2159,71 чел./км². Изменение численности населения с 1980 по 2005 годы:
| 1980 | 38 894 чел. |  |
| 1985 | 43 616 чел. |  |
| 1990 | 48 935 чел. |  |
| 1995 | 52 705 чел. |  |
| 2000 | 56 673 чел. |  |
| 2005 | 60 284 чел. |  |

## Символика
Деревом города считается османтус, цветком — Rhododendron indicum.

## Города-побратимы
- Лейк Освего, США (1996)
- Итиносеки, Япония (1997)